# کابلشاهان
کابلشاهان (Kabul Shahis) یا تُرک‌شاهیان از خاقانات ترک غربی یا ترکی-هفتالیتی بودند که در قرن ۷ تا ۹ میلادی از کابل و کاپیسی تا گنداره حکومت می‌کردند. آنها از قوم خلج بودندقلمرو گنداره ممکن است از شرق با پادشاهی کشمیر و پادشاهی قنوج همسایه باشد. از سال ۵۶۰، ترکان غربی به تدریج از ماوراءالنهر در جنوب شرقی گسترش یافتند و باختر (بلخ) و منطقه هندوکش را اشغال کردند و عمدتاً حکومت‌های مستقلی را تشکیل دادند. ترک‌شاهان ممکن است گسترش سیاسی همسایه ترک غربی یبغو تخارستان باشند. در منطقه هندوکش، آنها جایگزین نزاک هونها شدند. کابلستان قلب مرکز قلمرو ترک شاهی بود که در بعضی مواقع شامل زابلستان و گنداره بود. تُرک‌شاهان در زمانی ظهور کردند که امپراتوری ساسانی قبلاً توسط نیروهای مسلمان خلافت راشدین نابود شده بود. ترک‌شاهان سپس بیش از دویست سال در برابر گسترش نیروهای مسلمان خلافت عباسی به سمت شرق مقاومت کردند و در واقع جلوی فتوحات مسلمانان در هند را گرفتند، تا اینکه در قرن نهم میلادی به دست صفاریان سقوط کردند و سرانجام تُرکان غزنوی پس از غلبه بر هندو شاهی‌ها و گورجاراها به هندوستان راه یافتند. مقاومت طولانی تُرک‌شاهیان در برابر گسترش مسلمانان ممکن است به حفظ فرهنگ هند و هندوئیسم کمک کرده باشد، زیرا «روند فتوحات و پیروزی مسلمانان» در سرزمینهای تسخیر شده به دست اسلام، شدیداً بر خاور نزدیک و ایران تأثیر گذاشته بود.

## تبار
کابلشاهان دارای اصالت خلجی بودند که گفته شده است خلج‌ها یک گروه ترک یا ترک شده احتمالاً هندو ایرانیبودند که در اوایل سال ۶۶۰ میلادی با همراه با اجداد خود یعنی هوناها و هفتالیان از آسیای میانه به مناطق جنوبی و شرقی افغانستان امروزی مهاجرت کردند که در آن مناطق به تحت نام ترک شاهیان (کابلشاهیان) بودایی حکمرانی کردند. بر اساس تاریخ اسلام کمبریج جدید در قرن سیزدهم، خلجها به عنوان قومی مجزا از ترک‌ها در نظر گرفته می‌شدند.با این حال، آندره وینک بیان می‌کند که خلجی‌ها گروهی ترک‌شده و بقایای کوچی‌های اولیه هند و اروپایی مانند کوشانی‌ها، هفتالی‌ها و سکاها بودند که بعداً با افغان‌ها ادغام شدند. همچنین با بیان این که «در آن زمان آنها را ترک یا مغول نمی‌دانستند. مورخان معاصر به وضوح خلجی‌ها را از ترک‌ها تشخیص می‌دهند»به گفته دوئرفر، خلج احتمالاً از سغدیانی هستند که ترک شده بودند. این خلج‌ها بعداً افغانیزه شدند و اعتقاد بر این است که اجداد پشتون‌های غلجی هستند.
بر اساس گفته‌های چوراسیا، خلجی‌ها بسیاری از عادات و رسوم افغان‌ها را به ارث بردند و به این دلیل توسط اشراف ترک سلطنت دهلی به عنوان افغان‌ها دیده می‌شدند. حتی در حدی که اشراف ترک تبار در سلطنت دهلی در برابر تصدی تاج و تخت دهلی توسط جلال الدین پس از انقلاب خلجی مقاومت کردند.چنانچه در کتاب تاریخ فیروز شاهی اثر ضیا بارانی، گفته شده: وقتی سلطان جلال الدین خلجی بر تخت پادشاهی نشست، مردم شهر به خاطر اینکه در مدت هشتاد سال پرورده ملک ترکان بودند، پادشاهی خلجی ایشان را دشوار می‌نمود. در آن زمان مردمان را عجب می‌نمود که خلجیان چگونه به‌جای ترکان بر تخت نشینند و پادشاهی از اصل ترکان در اصل دیگری رود.
کلیفورد ادموند باسورث در کتاب تاریخ غزنویان آورده است سپتامبر ۱۰۴۰ میلادی سپاهی مأمور سرکوبی شورشیان افغان در محلی گردید که گردیزی آن را کوهپایه غزنین می‌خواند یعنی دامنه کوه‌های ولایات غزنه و گردیز افغانستان کنونی که در جهت مشرق به مرز پاکستان می‌رسد؛ گردیزی این عاصیان را «افغان» می‌خواند، درصورتی که بیهقی از آنان با نام «خلج» یاد می‌کند، ابو علی فرمانده این سپاه که کوتوال یا فرمانده پادگان غزنه بود در ربیع الاول سال ۴۳۲ ق / نوامبر ۱۰۴۰ مظفر و پیروز از این لشکرکشی تنبیهی مراجعت کرد
کلیفورد ادموند باسورث، نیز می‌گوید افغان‌های غلزایی امروزی (که بخش اعظم افغان‌های افغانستان را تشکیل می‌دهند) حاصل جذب قبایل خلج در افغان‌ها، در دوران متاخر، هستند. میان قرون ۱۰ و ۱۳ میلادی، برخی منابع این عصر خلج‌ها را ترک به‌شمار آورده‌اند. مینورسکی بر این باور است که تاریخ اولیه اقوام خلج مبهم است و در ادامه می‌افزاید که هنوز باید ریشه اصلی نام خلج ثابت شود. محمود کاشغری (قرن یازدهم میلادی) خلج را در میان قبایل ترک اوغوز نمی‌گنجاند، بلکه آنها را در میان قبایل اوغوز ترکمان ("مانند ترکان") می‌گنجاند. کاشغری بر این بارو بود که خلج متعلق به قبایل اصیل ترک نیست بلکه به دلیل همزیستی با آنها در زبان و پوشش اغلب مانند ترکان به نظر می‌رسند. کتاب‌های "تاریخ سیستان" و "شاهنامه فردوسی" نیز خلج را از ترک متمایز می‌کنند.، اما از آنها به عنوان افغان‌ها نیز یاد نکرده است. خلج‌ها اکثر اوقات دسته ای جدا از ترک و تازی‌ها و افغان‌ها به‌شمار می‌رفتند. محمد بن نجیب بکران، صاحب کتاب جهان نامه، آنها را صریحاً جزئی از ترکان به‌شمار می‌برد، اما اضافه می‌کند که رنگ پوست آنها (در مقایسه با دیگر ترکان) تیره‌تر شده بود و زبان آنها نیز به دلیل دچار تغییر شدن در سالیان طولانی، به یک گویش مجزا تبدیل شده بود. عرفان حبیب. حبیب خاطرنشان کرد که در برخی از کتیبه‌های دوانگاری ساتی متعلق (قرن پانزدهم میلادی)، خلج‌های متأخر مالوه با نام‌های «خلچی» و «خیلچی» عنوان شده‌اند و در کتاب پادشاهنامه (قرن هفدهم میلادی) منطقه‌ای در نزدیکی بست خراسان بزرگ (زیستگاه سابق خلج‌ها) به عنوان «خلیچ» آمده است.

## تاریخ

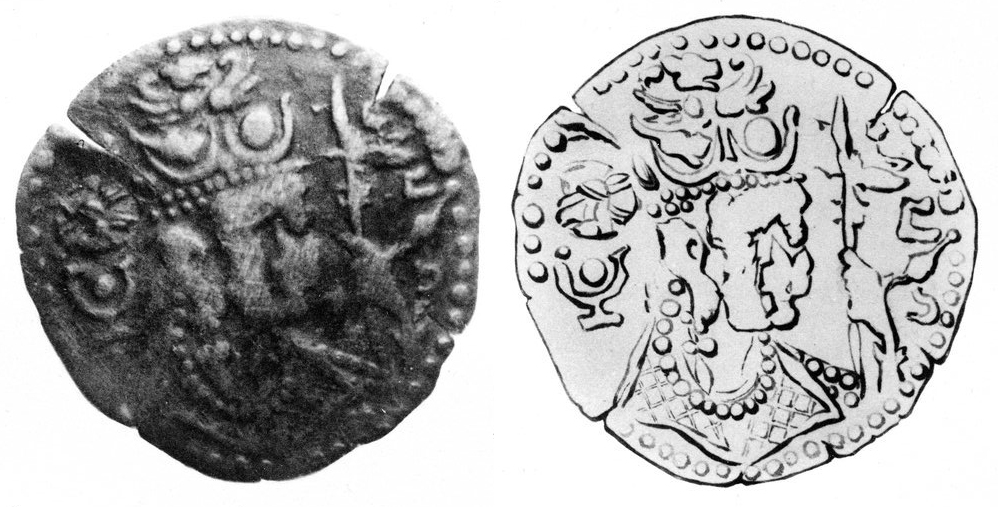
سکه‌های کابلشاه کشف‌شده از غزنی

ابوریحان بیرونی، برهمن‌شاهی‌ها و کسانی را که بیشتر از آنها از کابل به جنوب هندوکش سلطنت کرده‌اند را به دو دسته «تُرک شاهی» و «هندو یا برهمن شاهی» تقسیم نموده‌است. شاعر و مورخ کشمیر «کلهنه» از هندوشاهی یا برهمن شاهی‌ها با لقب «شاهی» یاد کرده‌است. منابع چینی در نیمهٔ دوم قرن ۷ و نیمهٔ اول قرن ۸ از شاهانی در گندهارا و کاپیسا حرف می‌زنند که کلمه «تگین» در نام آنها داخل است و مدققین آنها را جزء دودمان «تگین شاهی» حساب می‌کنند.

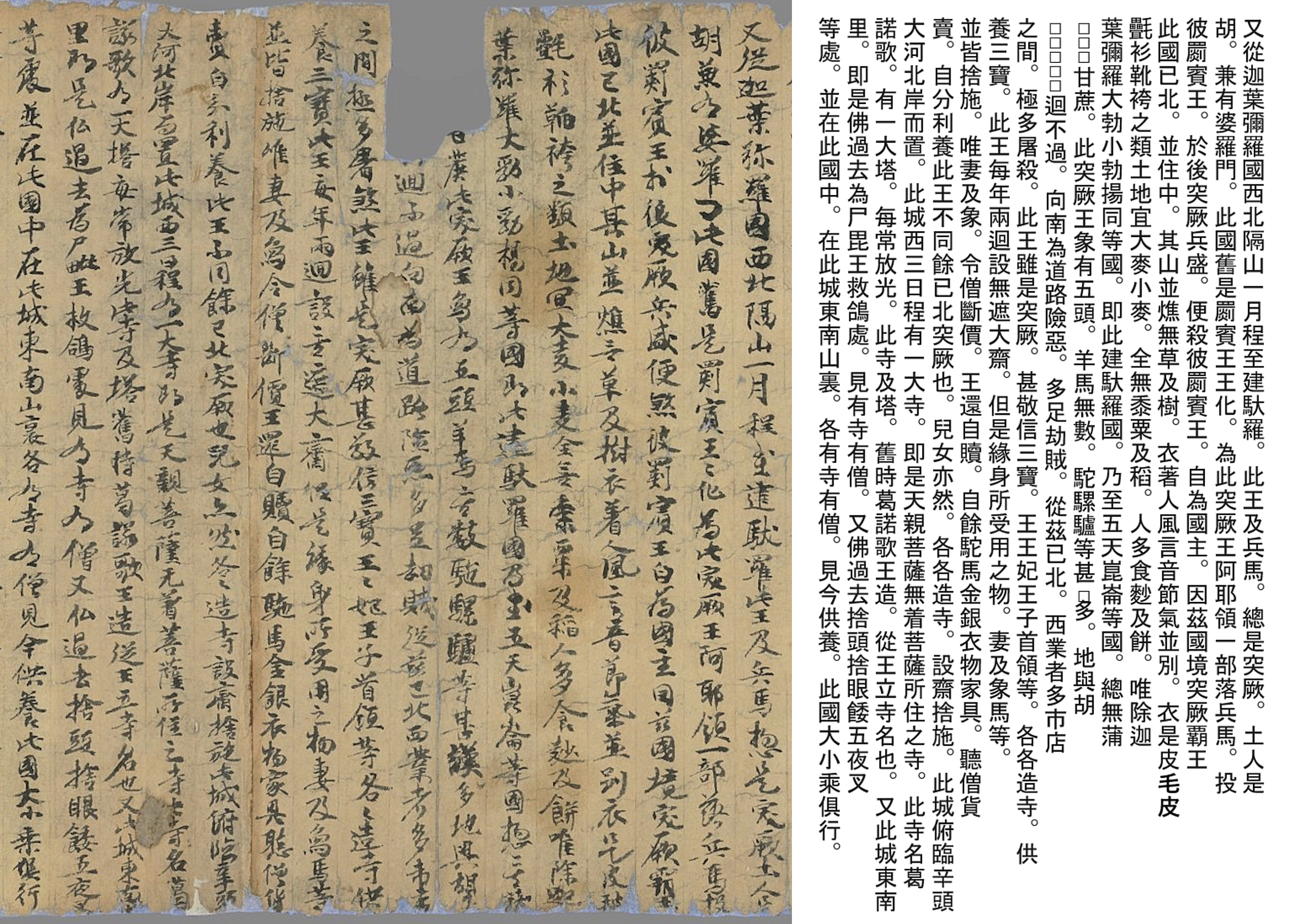
گزارش هوی چائو از بازدید خود از گنداره

در دوران سلطنت تگین‌شاه، یک زائر کُره‌ای به نام هوی چائو، در بازدید از منطقه گنداره در سال‌های ۷۲۳–۷۲۹ میلادی چنین بیان نموده که این مناطق توسط پادشاهان تُرک اداره می‌شدند:
" من به کشور گاندارا (建 馱 羅) رسیدم. پادشاه و پرسنل نظامی همه تُرک هستند. بومیان مردم هو هستند. همچنین در میانشان برهمن وجود دارد. این کشور قبلاً تحت سلطه پادشاه کاپیسا قرار داشت. (...) گرچه پادشاه تُرک است، اما بودا (سه جواهر) را بسیار باور و احترام می‌گذارد. پادشاه، همسر وی، شاهزاده و روسا جداگانه صومعه می‌سازند و سه جواهر را عبادت می‌کنند (...) این شهر در کرانه شمالی رودخانه بزرگ سند ساخته شده‌است. با سه روز سفر از این شهر به غرب، یک صومعه بزرگ (...) وجود دارد به نام Kaniska. یک استوپای عالی وجود دارد که دائماً می‌درخشد. صومعه و استوپا توسط پادشاه سابق کانیسکا ساخته شده‌است، بنابراین صومعه به نام وی نامگذاری شده. "